# Runddysse im Klosterris Hegn

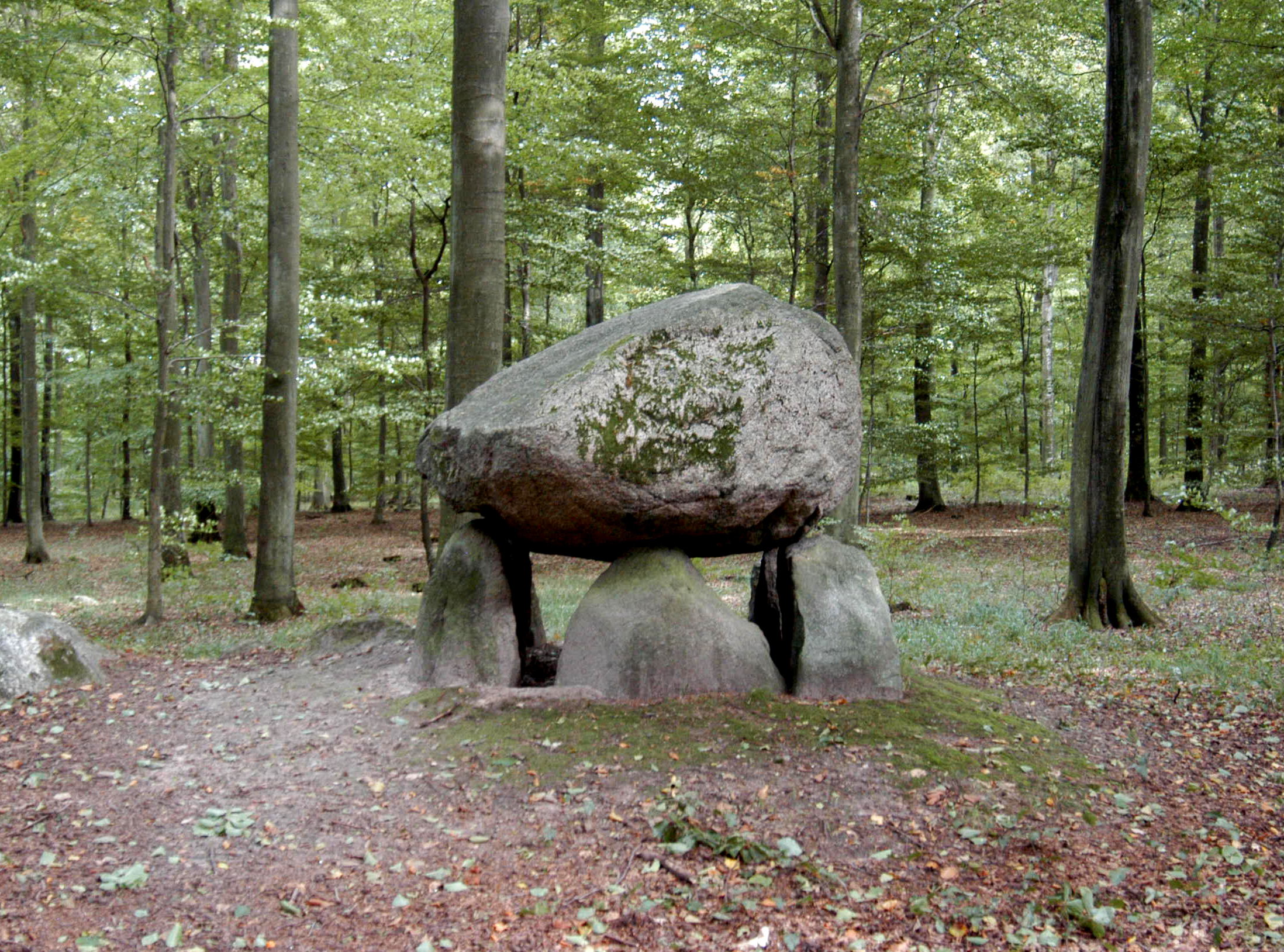
Runddysse im Klosterris Hegn

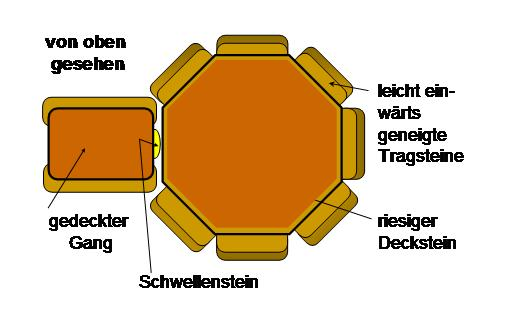
Grundriss eines achteckigen Polygonaldolmens – Schema von oben

Der Runddysse im Klosterris Hegn liegt etwa 500 Meter von Hornbækvej im Norden des Klosterris Hegn (Wald), südlich von Hornbæk in der Helsingør Kommune auf der dänischen Insel Seeland und ist ein freistehender Polygonaldolmen als Rest eines ursprünglichen Runddysse. Der Dolmen stammt aus der Jungsteinzeit etwa 3500–2800 v. Chr. und ist eine Megalithanlage der Trichterbecherkultur (TBK). Er wurde bereits 1884 registriert und 1942 geschützt. Der Dolmen ist vor allem wegen seines riesigen Decksteines bemerkenswert. Unmittelbar nördlich wurden zwei große Steinsammlungen als potentielle Reste von Megalithanlagen registriert.
Im östlichen Teil des Klosterris Hegn in der Nähe des Hornbækvejen gibt es zwei Langdysser. Ein 2,0 Meter hoher mit den Hügelmaßen 19 × 7 m liegt im Süden. Er hat 17 erhaltene Randsteine, von denen sich fünf in situ befinden. Der größte ist mehr als 2,0 m hoch. Am südwestlichen Hügelende befinden sich Reste einer Grabkammer, am gegenüberliegenden Ende eine vollständig abgegangene Kammer. Der Langhügel wurde 1942 unter Schutz gestellt.
Etwa einen Kilometer nördlich liegt ein stärker gestörter Langdysse. Der Hügel misst etwa 16,0 × 10,0 m und verfügt über erhaltene Randsteine. An einem Ende befindet sich die Grube einer entfernten Grabkammer.